# Слободська
Слобо́дська (рос. Слободская) — присілок у складі Омутинського району Тюменської області, Росія.
Населення — 49 осіб (2010, 67 у 2002).
Національний склад станом на 2002 рік:
- росіяни — 91 %